# Arcuphantes uenoi
Arcuphantes uenoi là một loài nhện trong họ Linyphiidae.
Loài này thuộc chi Arcuphantes. Arcuphantes uenoi được Kendo Saito miêu tả năm 1992.